# 以唐纳德·特朗普命名的事物列表
本列表列出了以美国企业家、房地产开发商、电视主持人、政客以及第四十五届美国总统唐纳德·特朗普命名的事物。
其中大部分事物均由特朗普集團拥有，亦有部分是仅以唐纳德·特朗普之名命名。

## 房地产

### 川普大厦

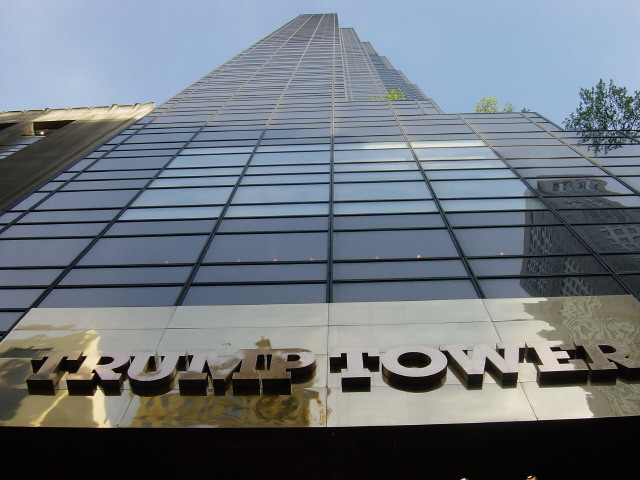
纽约川普大厦

#### 完工/使用中
- 特朗普大廈，纽约市
- 浦那特朗普大厦，印度浦那（建设中）
- 孟买特朗普大厦，印度（建设中）
- 伊斯坦布尔特朗普大厦，土耳其
- 特朗普大厦 (阳光岛海滩)，阳光岛海滩 (佛罗里达州)
- 特朗普大厦 (白原市)，白原市 (紐約州)
- 马尼拉特朗普大厦（世纪城特朗普大厦），菲律宾马卡蒂（建设中）
- 埃斯特角特朗普大厦，乌拉圭 （建设中）

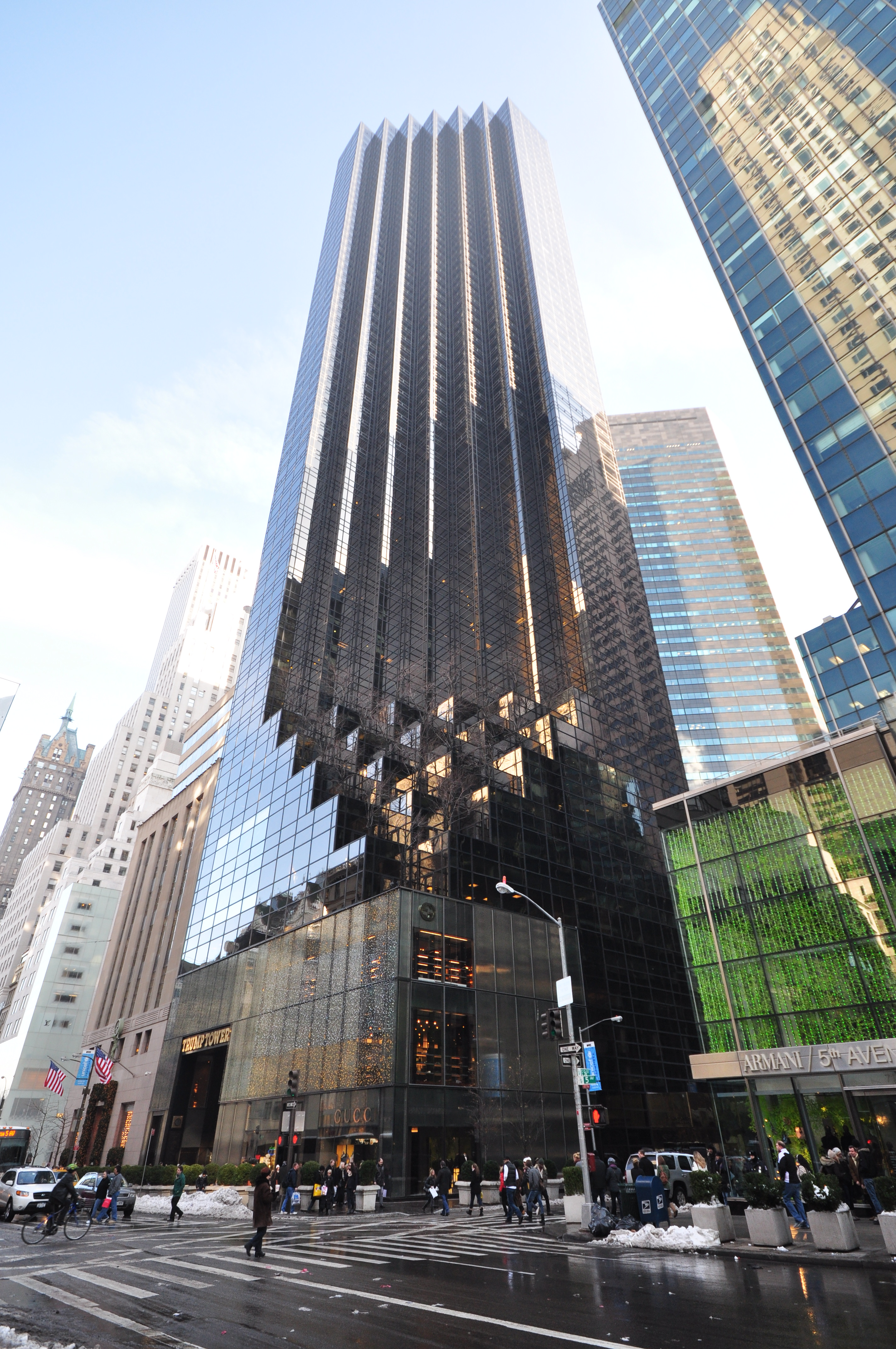
特朗普大廈
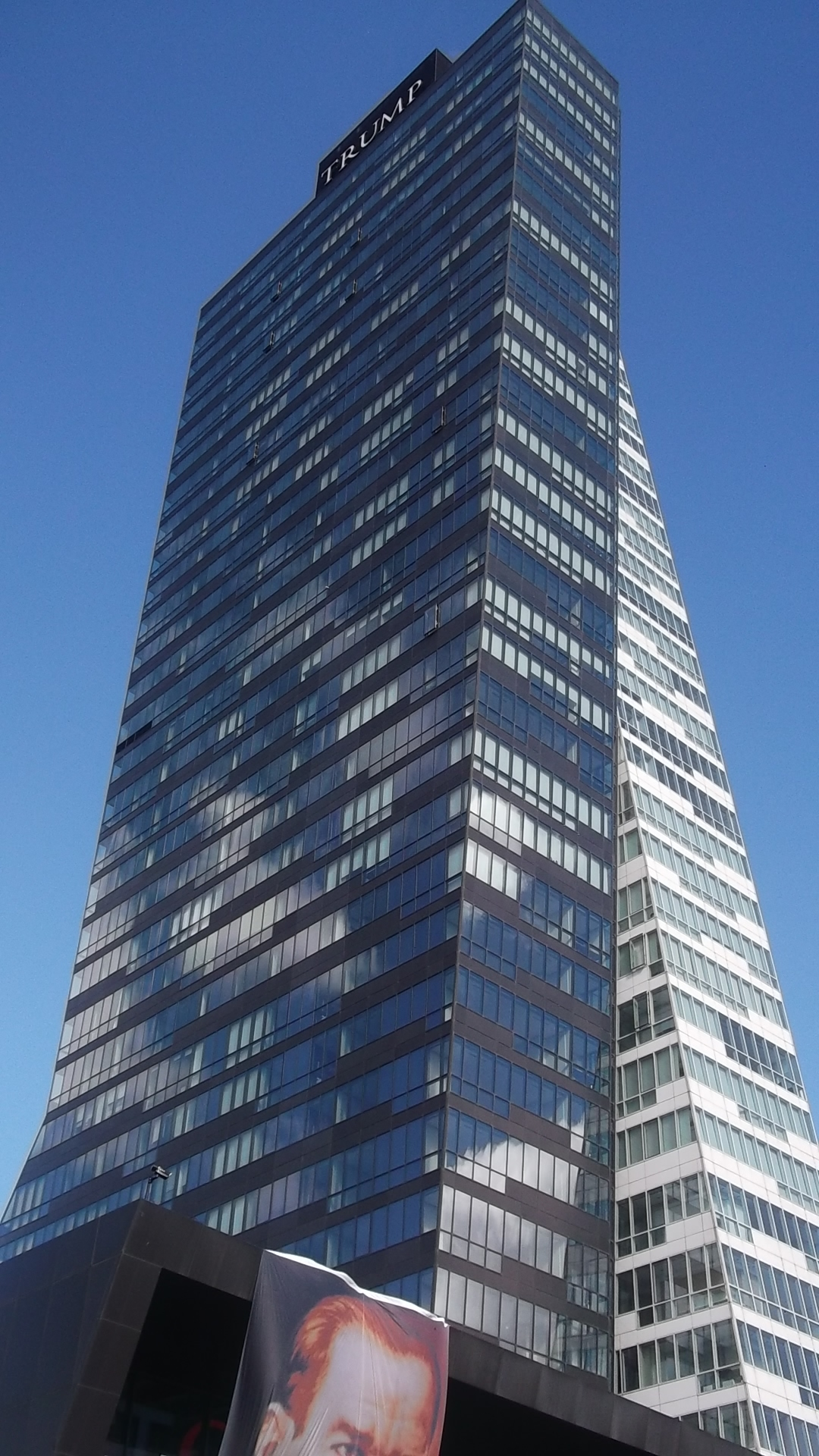
伊斯坦布尔特朗普大厦
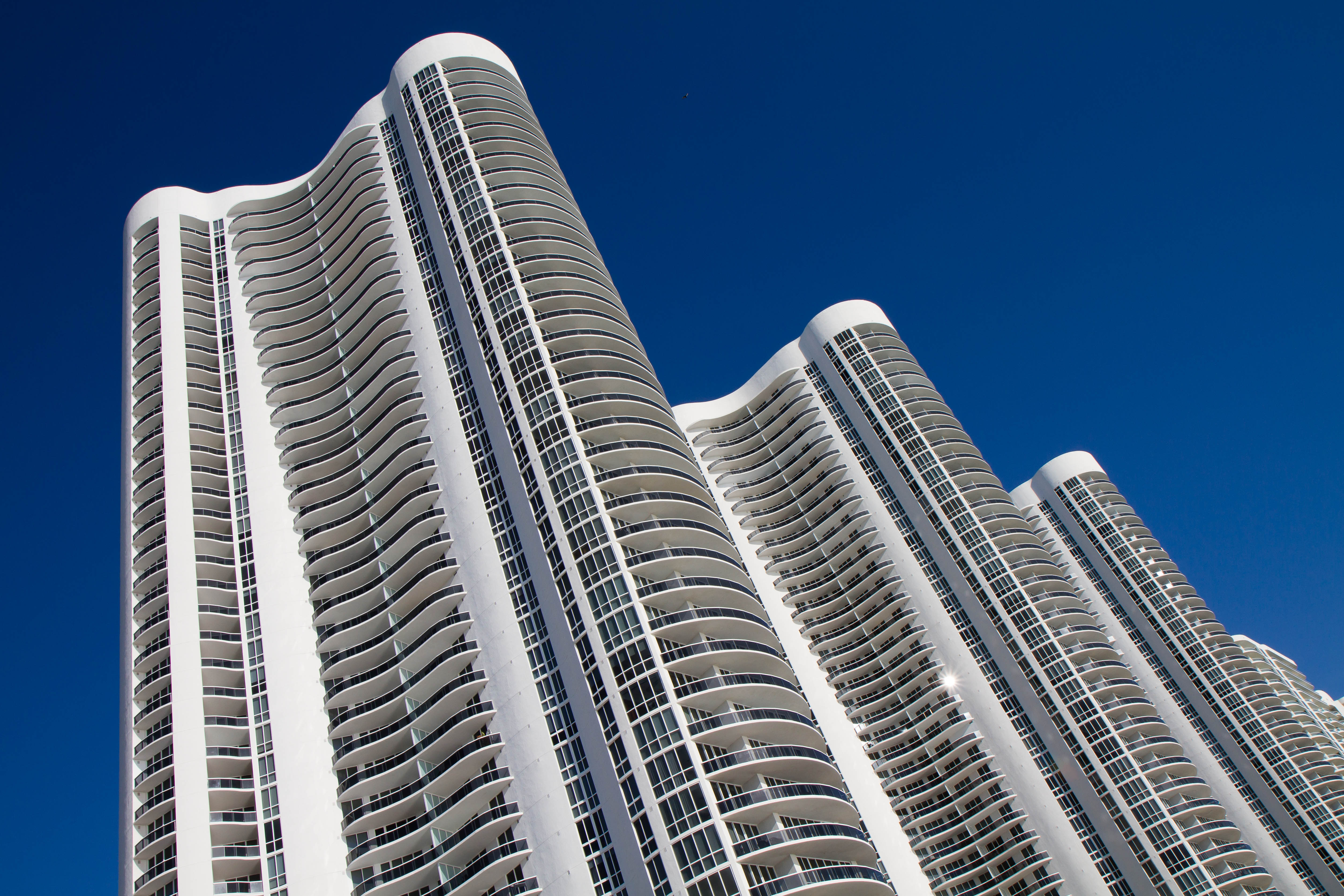
特朗普大厦 (阳光岛海滩)
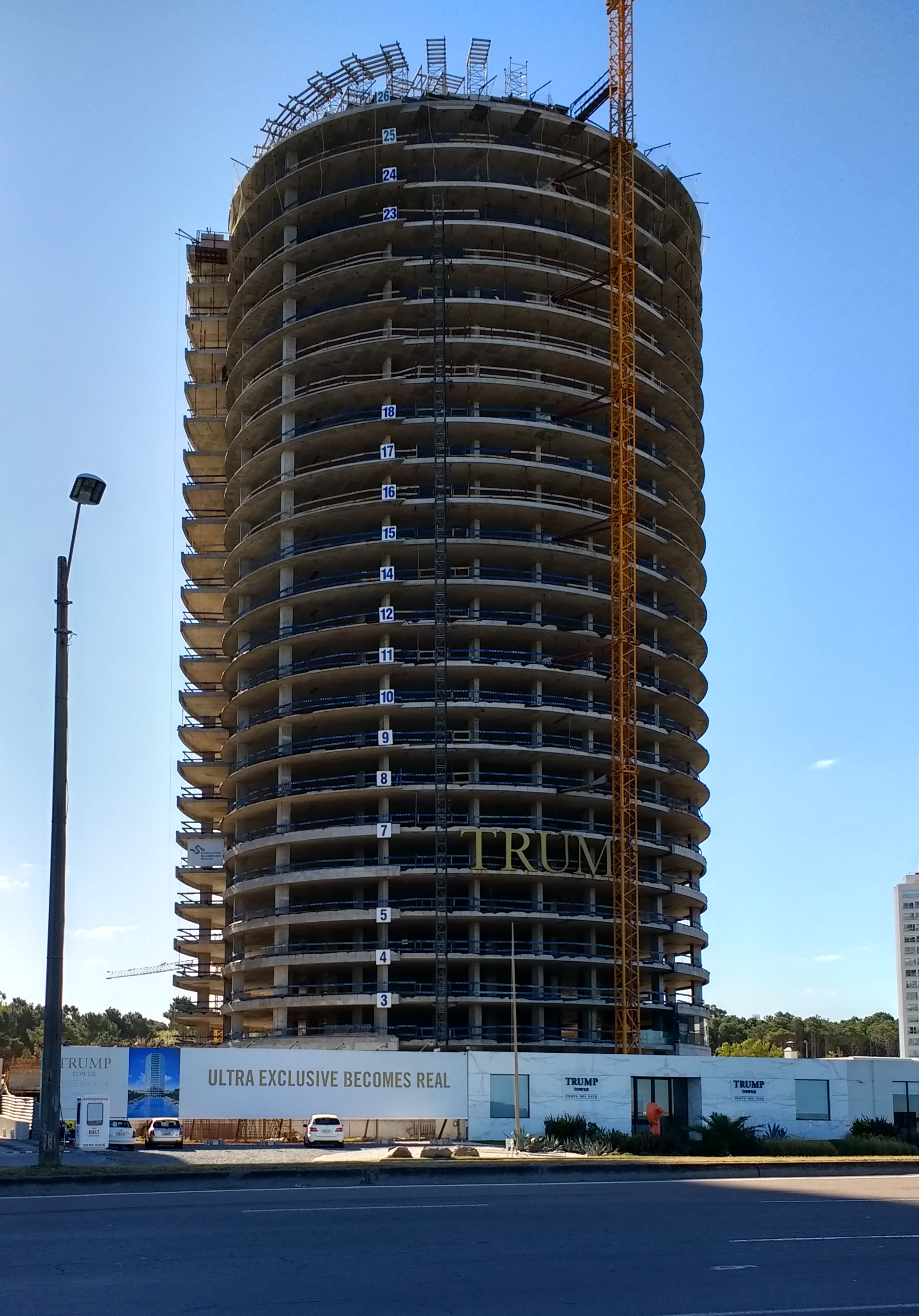
埃斯特角特朗普大厦

#### 取消/未完成
- 夏洛特特朗普大厦，夏洛特 (北卡羅來納州)
- 里约特朗普大厦，巴西里约热内卢
- 特朗普大厦 (坦帕)，坦帕 (佛罗里达州)

### 川普国际酒店

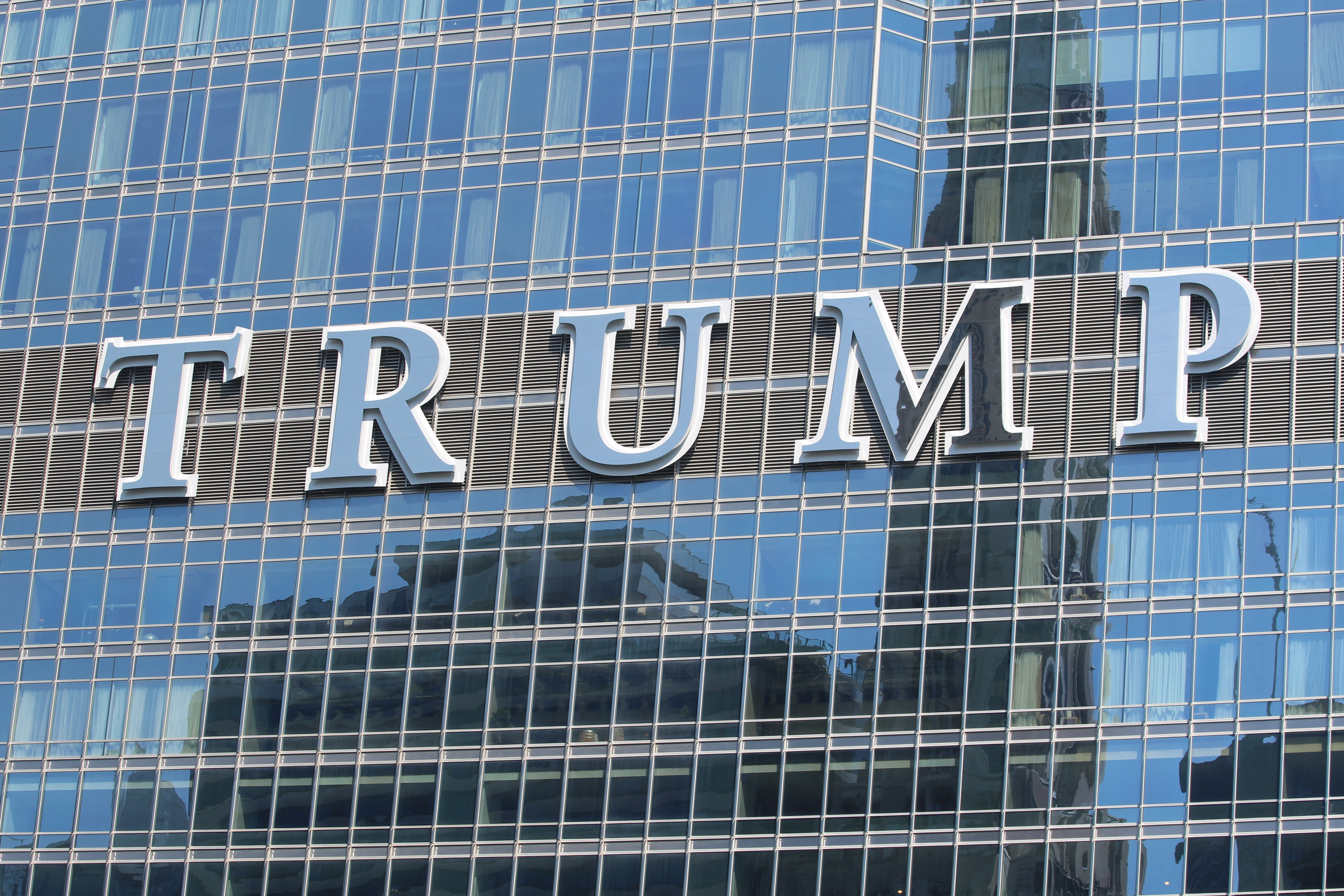
芝加哥川普国际酒店外墙的川普集团标志

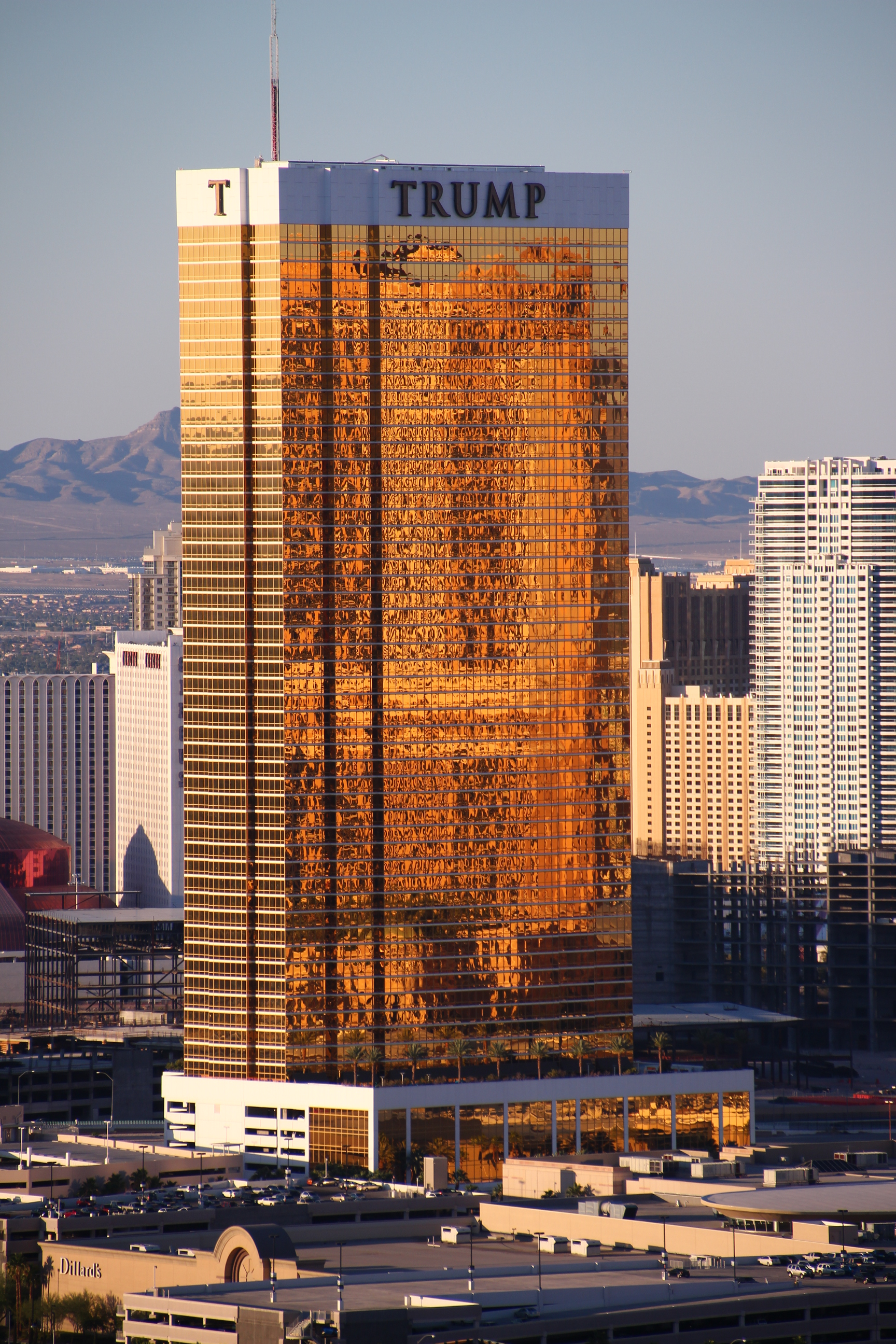
拉斯維加斯特朗普國際酒店

#### 完工/使用中
- 川普国际酒店大厦 (芝加哥)
- 檀香山川普国际酒店大厦
- 特朗普國際酒店大廈 (紐約)
- 温哥华川普国际酒店大厦
- 拉斯維加斯特朗普國際酒店
- 特朗普海洋俱乐部国际酒店大厦，位于巴拿马
- 华盛顿特区特朗普國際酒店，原址为旧邮政局大厦

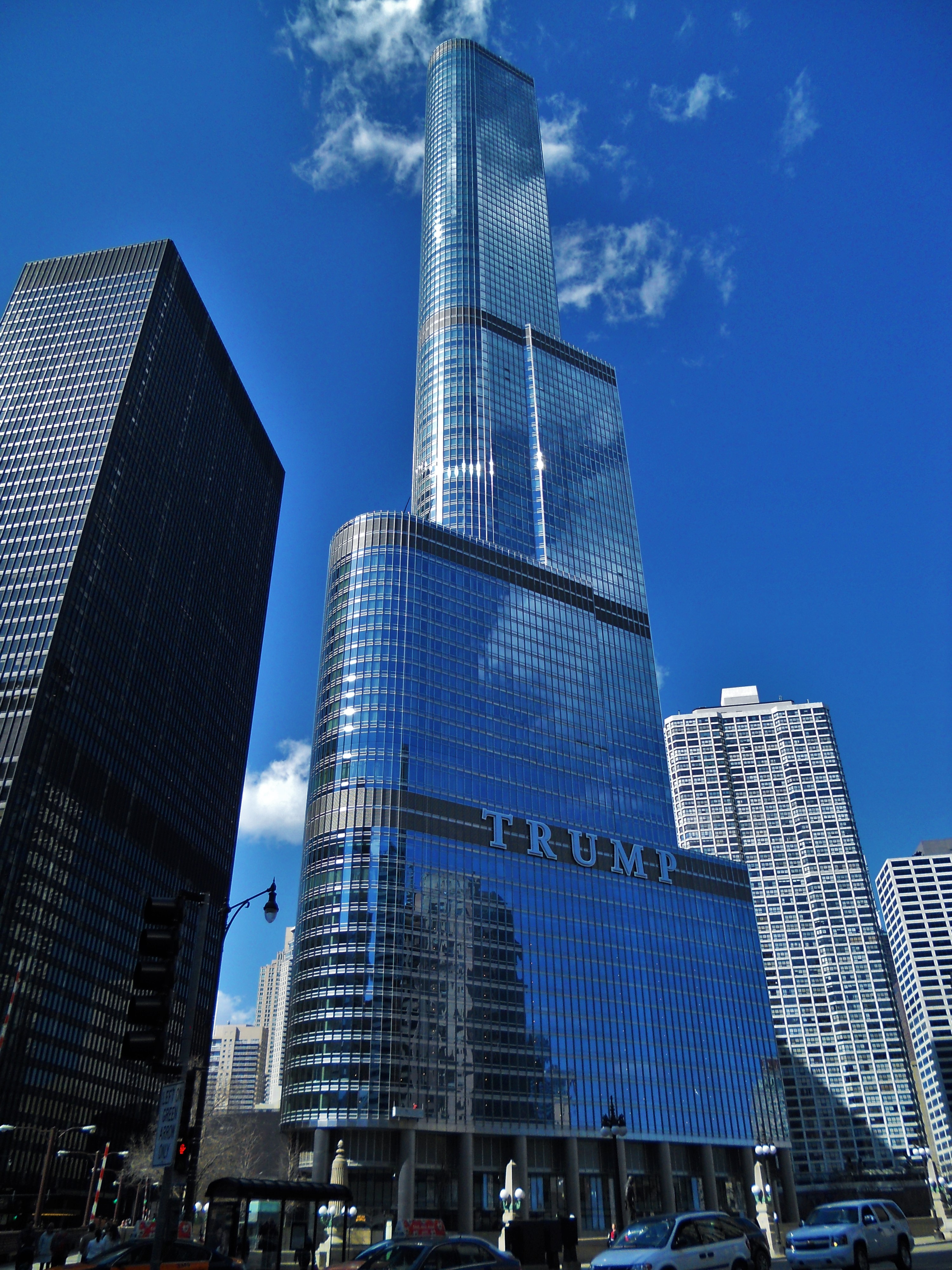
芝加哥川普国际酒店
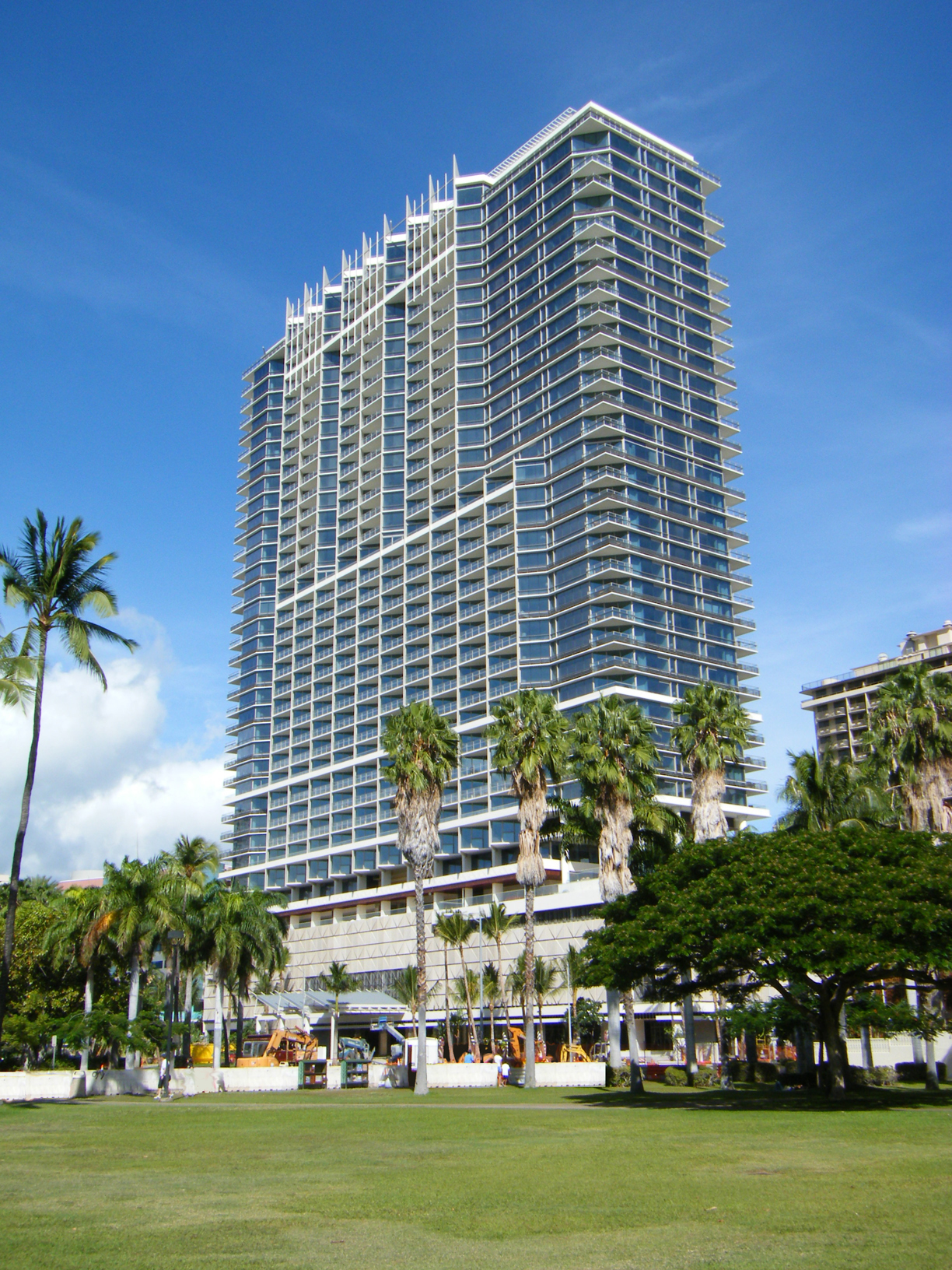
檀香山川普国际酒店大厦
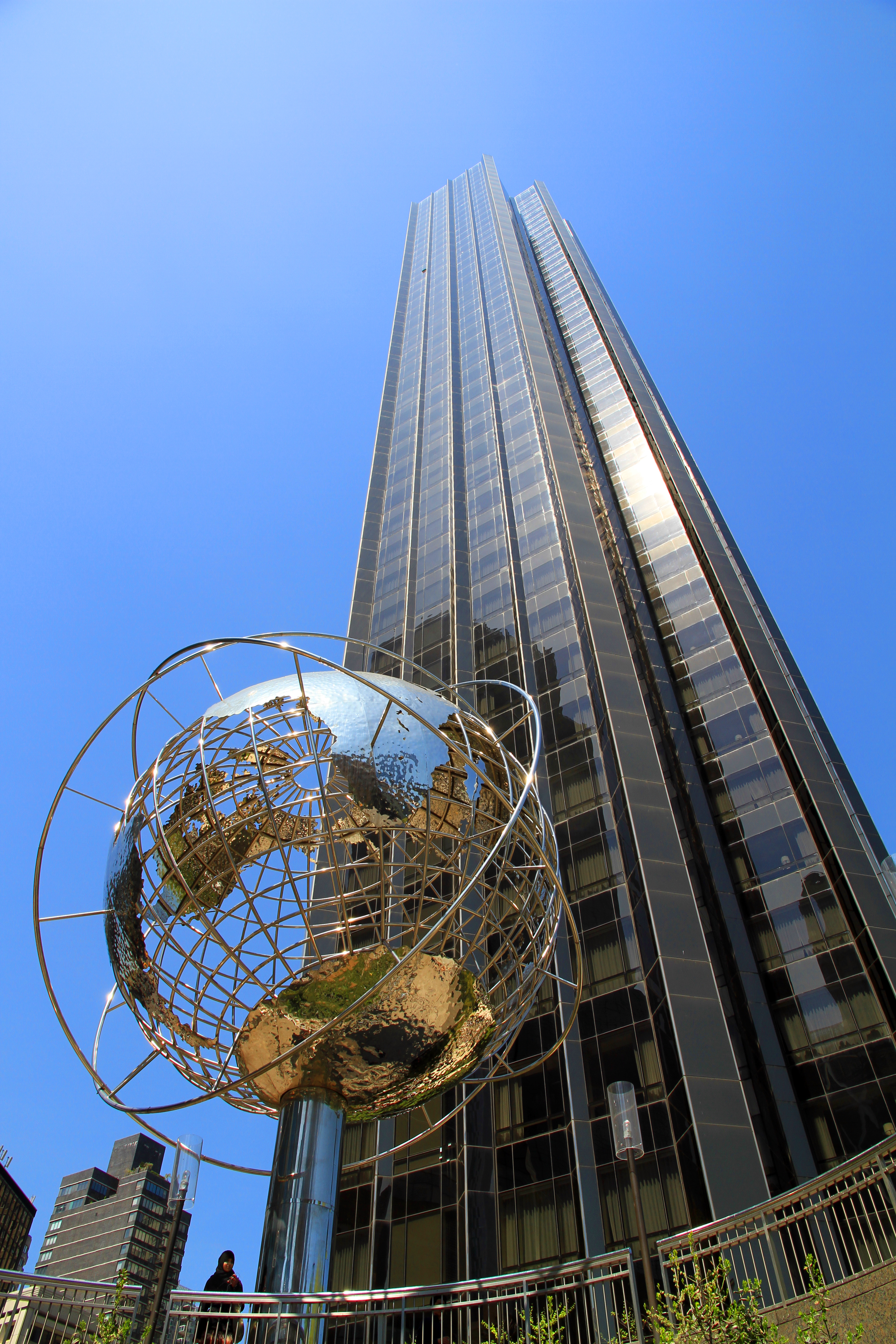
紐約特朗普國際酒店大廈
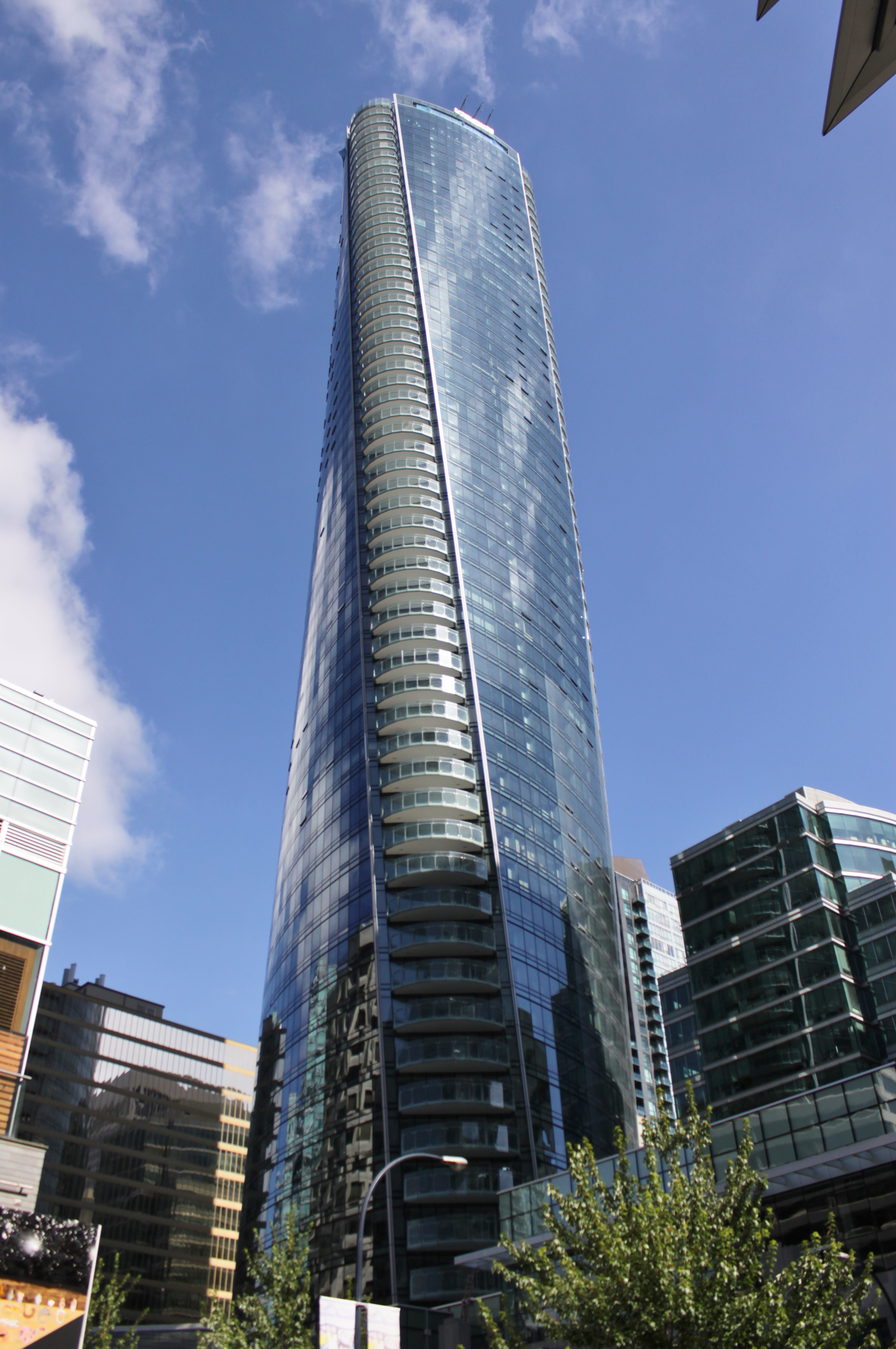
温哥华川普国际酒店大厦
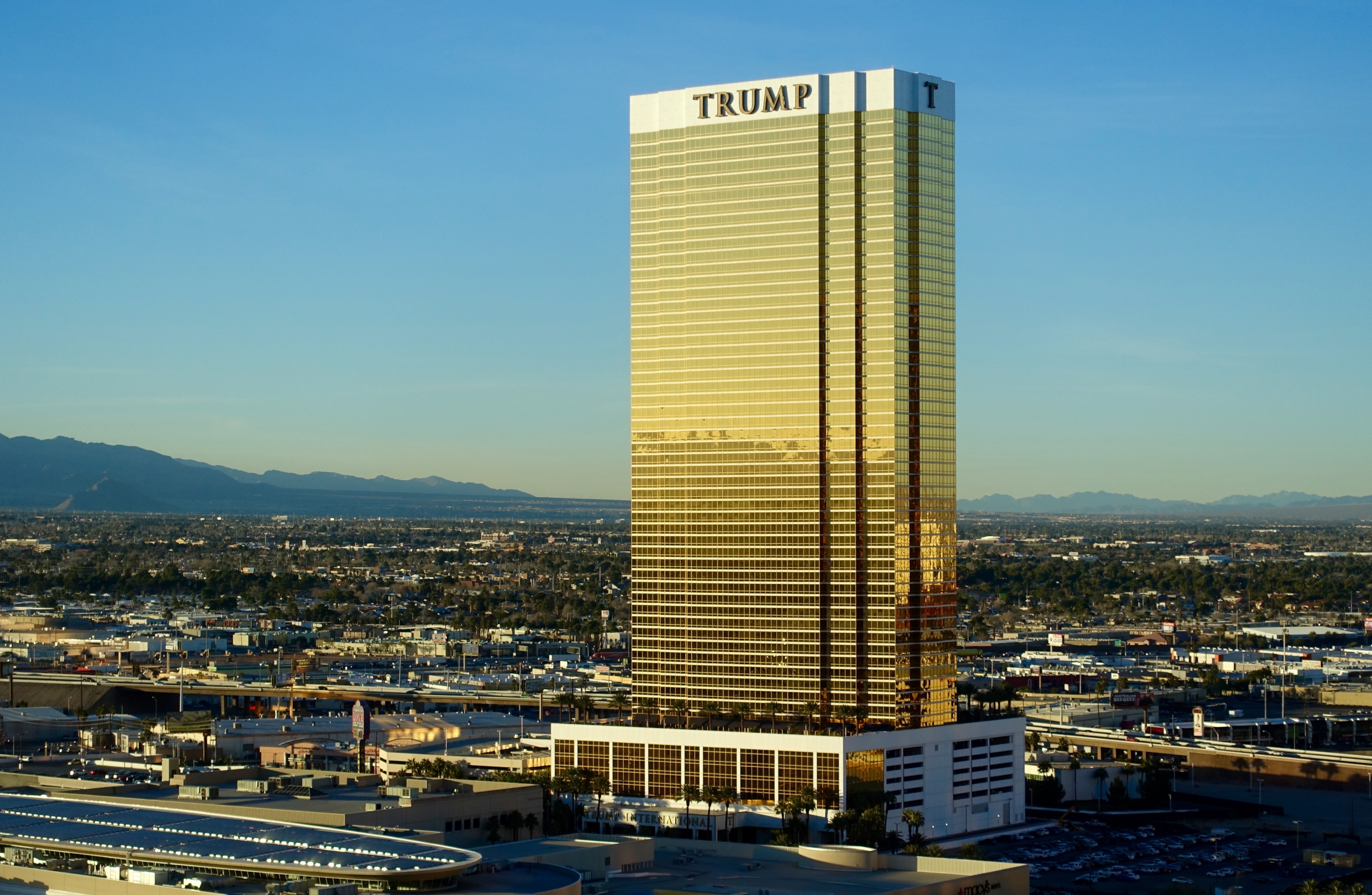
拉斯維加斯特朗普國際酒店
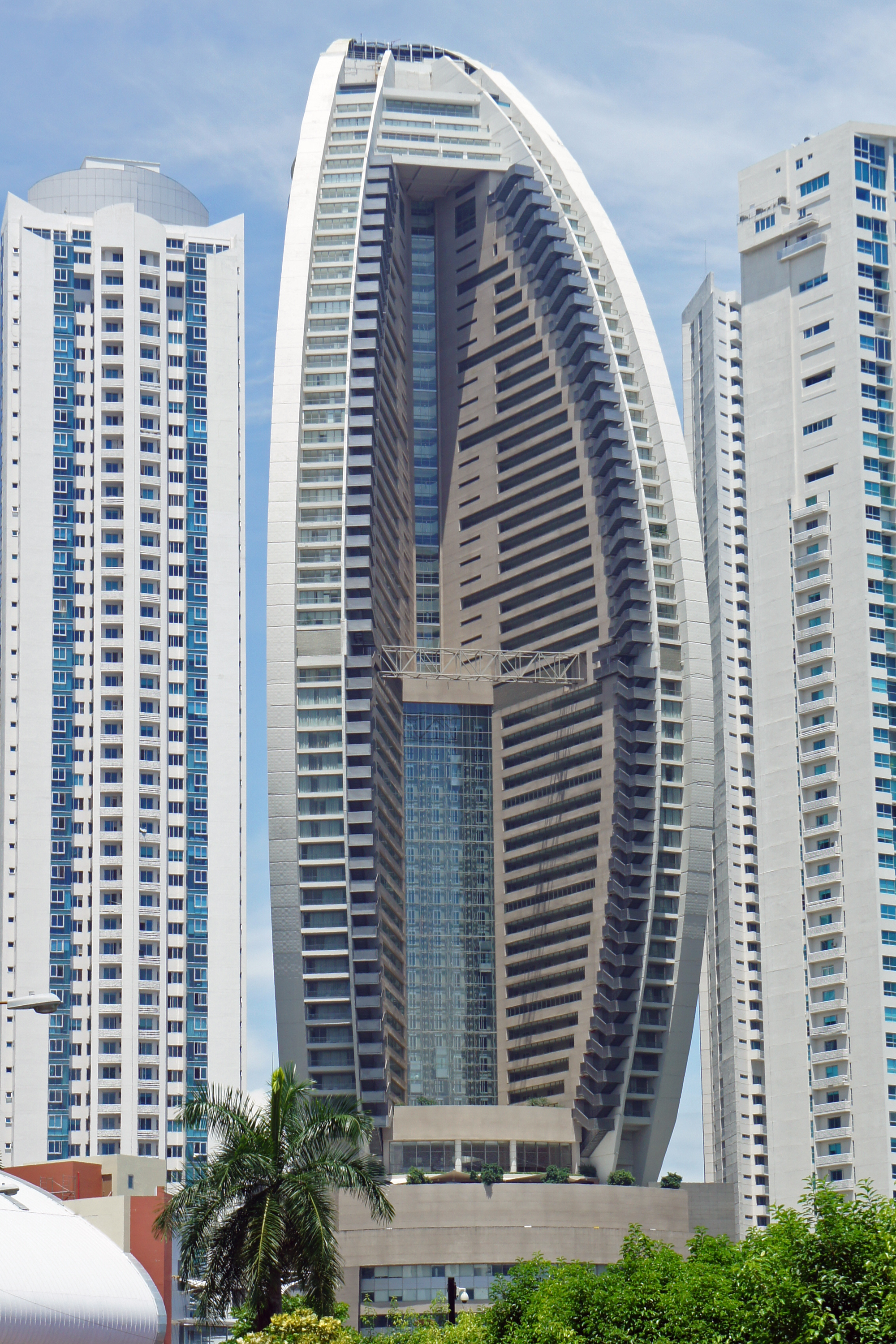
巴拿马特朗普海洋俱乐部国际酒店大厦
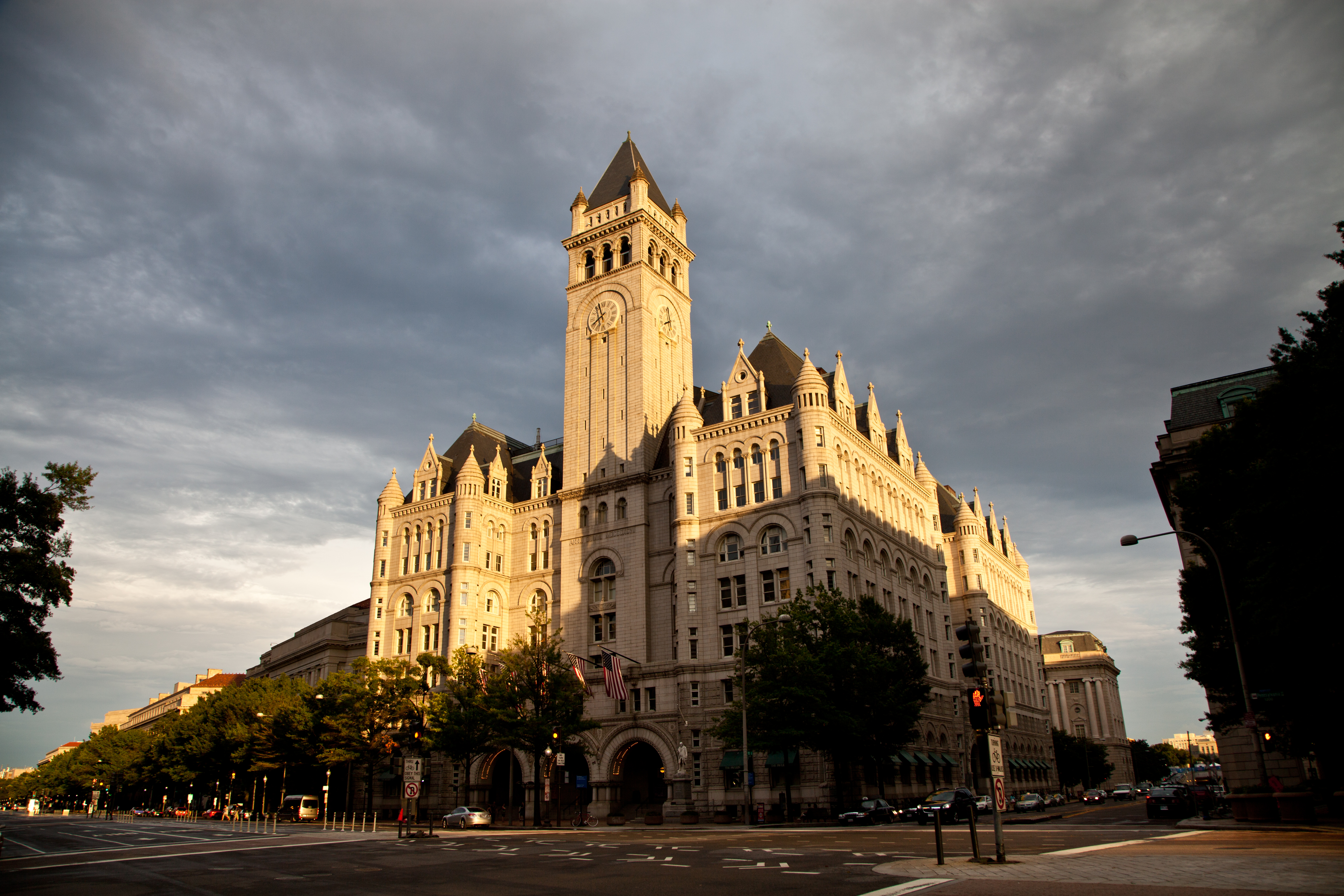
旧邮政局大厦

#### 从未建筑的规划项目

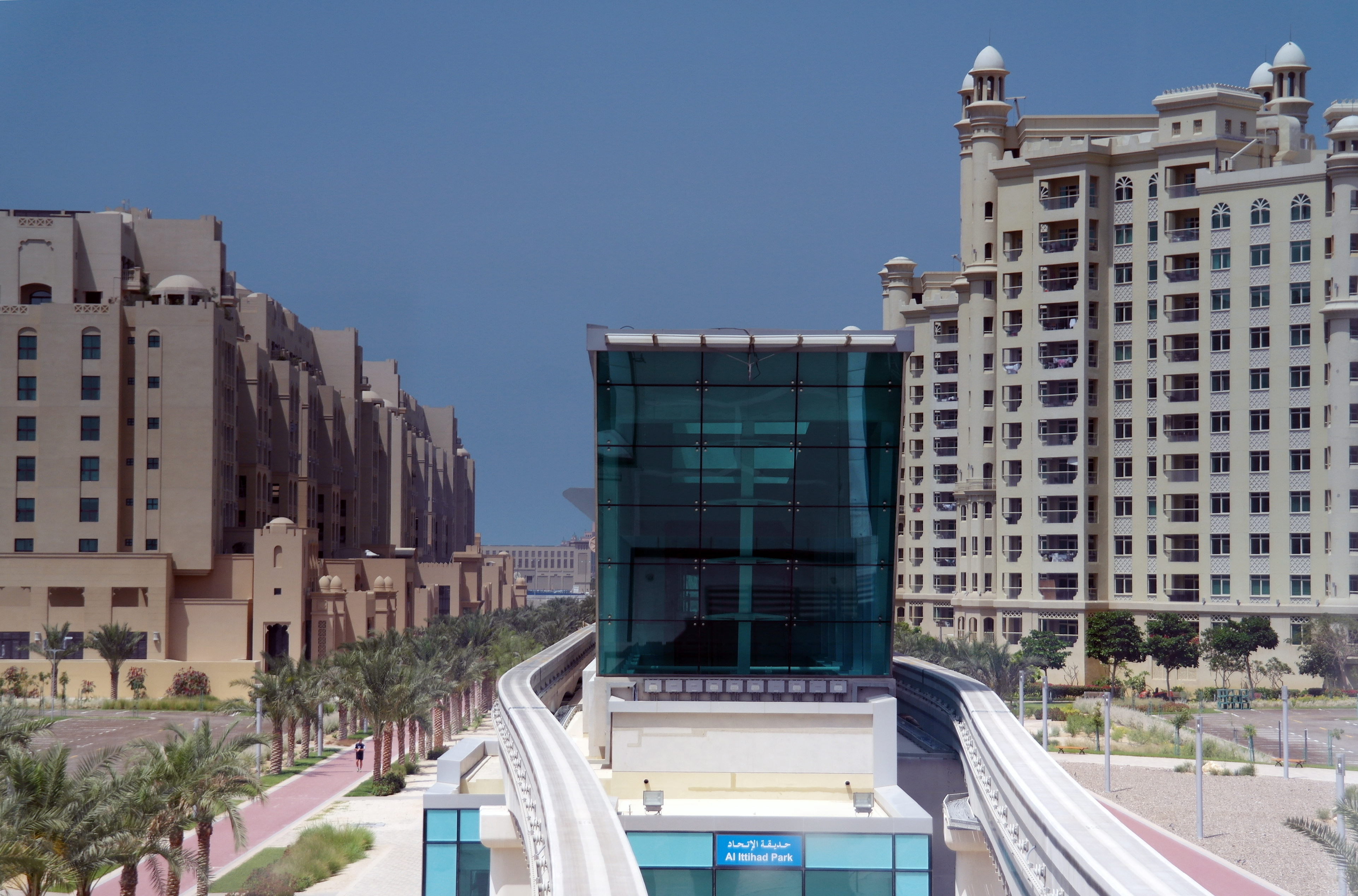
迪拜朱美拉棕櫚島單軌鐵路预留的特朗普大厦站

- 迪拜川普国际酒店大厦
- 新奥尔良川普国际酒店大厦
- 凤凰城特朗普国际酒店及公寓

#### 已易手
- 巴库特朗普国际酒店 （未完工，2016年易手）
- 多伦多特朗普国际酒店（现多伦多阿德莱德酒店），2017年易手

### 特朗普广场

#### 度假村

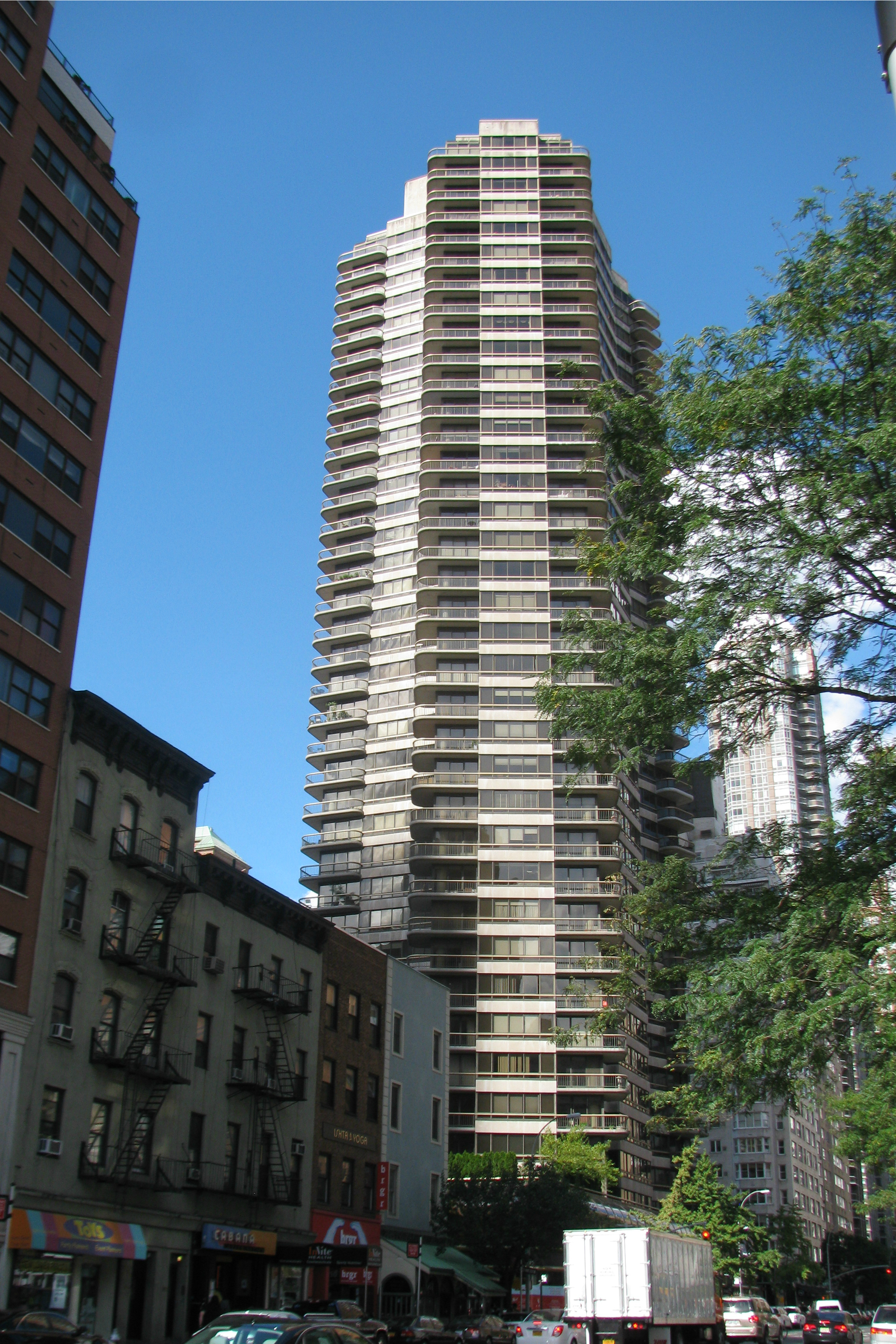
特朗普广场 (纽约市)
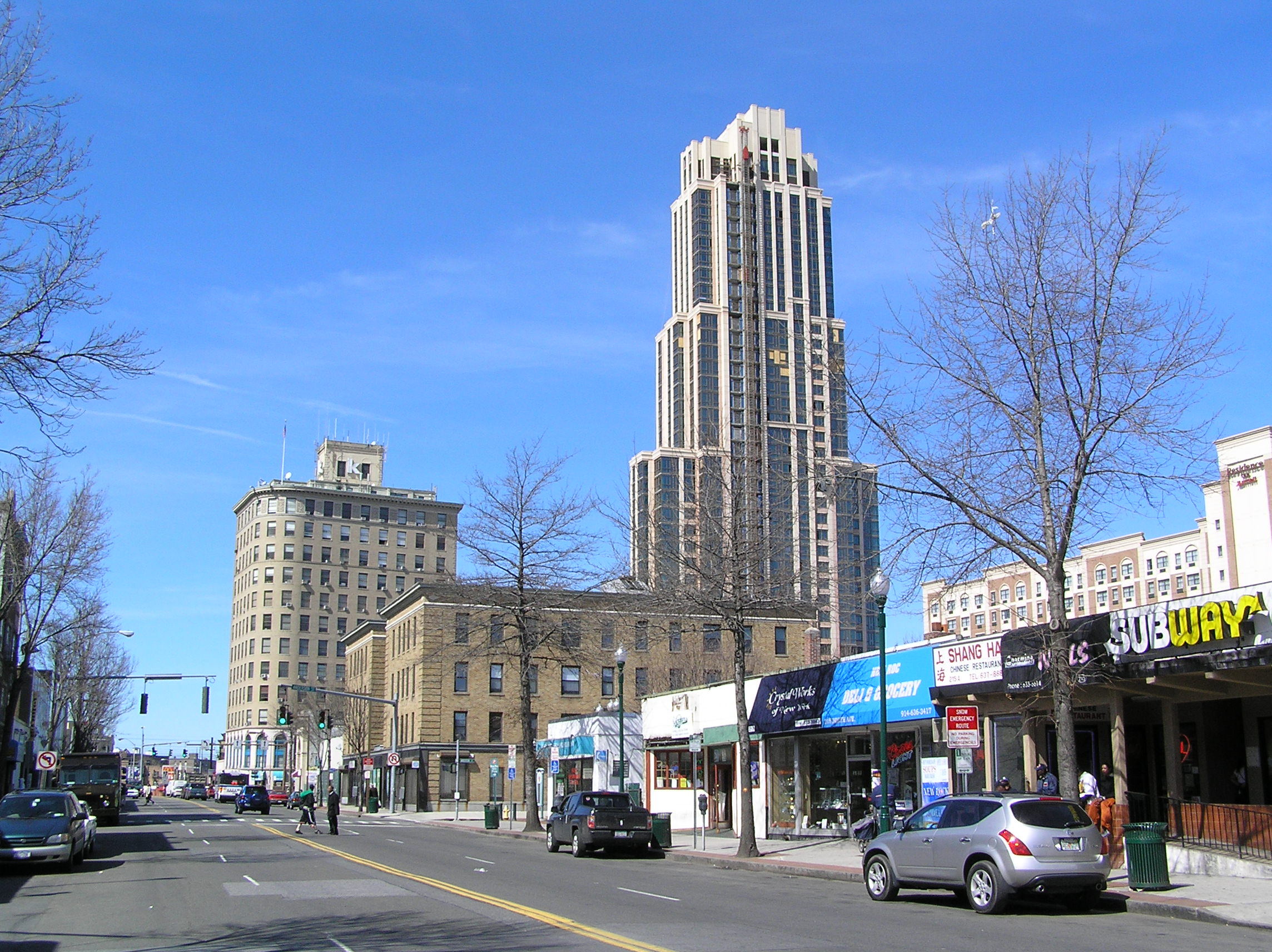
特朗普广场 (新罗谢尔)
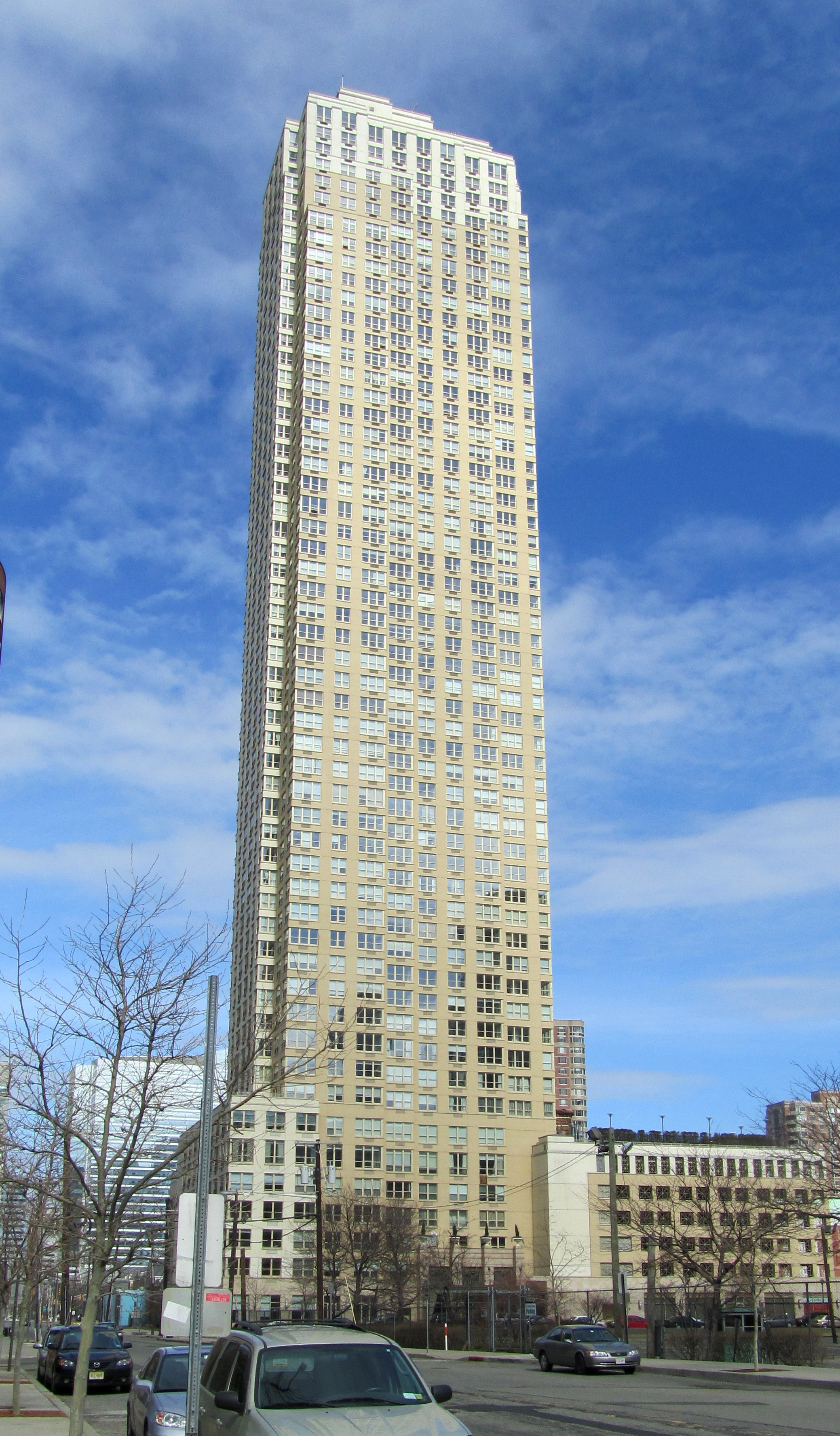
特朗普广场 (泽西市)
- 特朗普广场 (西棕榈滩)[1][2]

- 特朗普广场 (纽约市)
- 特朗普广场 (新罗谢尔)
- 特朗普广场 (西棕榈滩)

### 特朗普休闲度假村

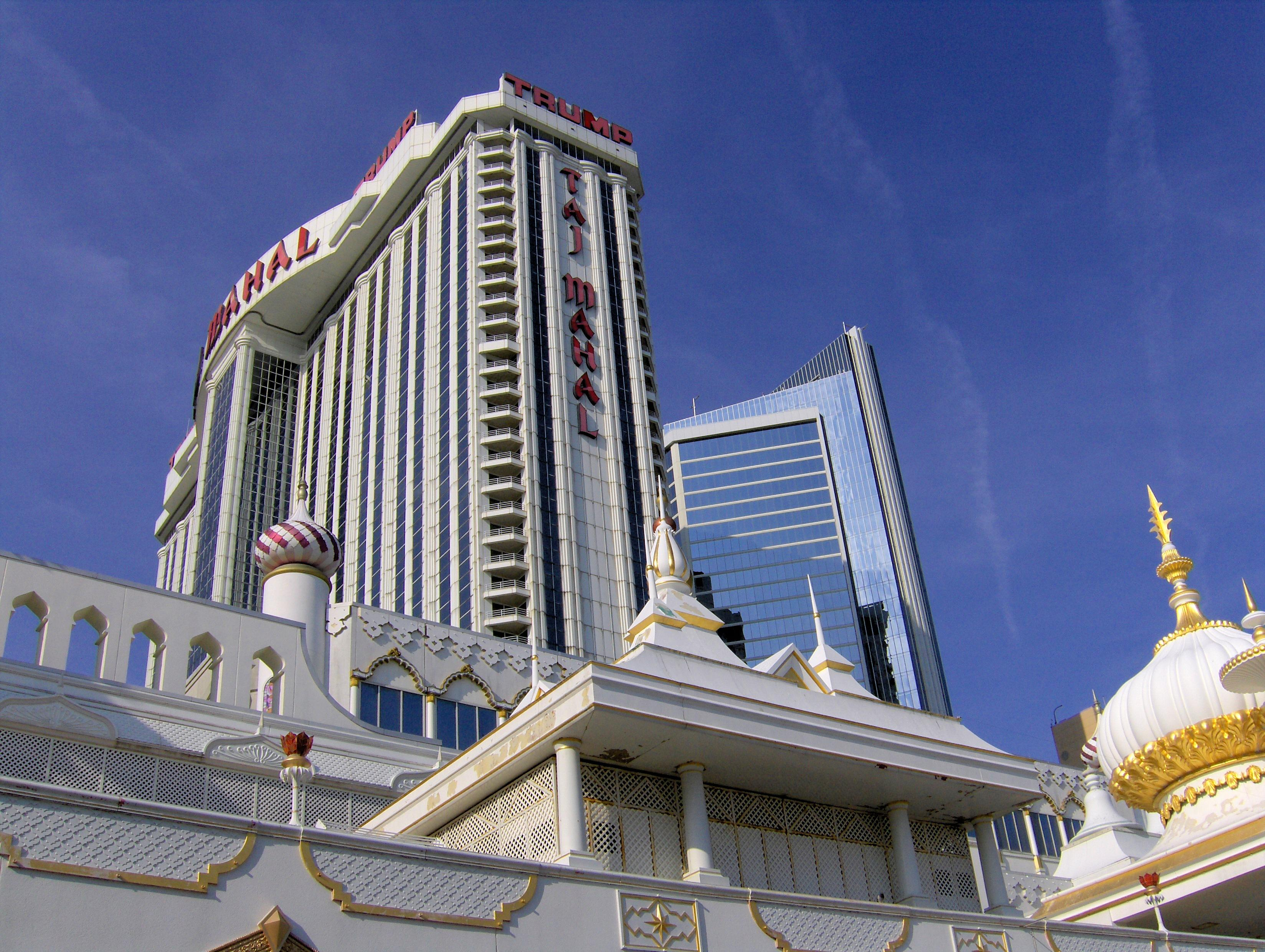
特朗普泰姬陵

#### 已倒閉
- 特朗普泰姬陵，一个位于大西洋城的赌场和酒店。

#### 原财产
特朗普集团原先持有的财产包括：
- Harrah's at Trump Plaza：位于新泽西大西洋城（原先与凯撒娱乐各持有50%股份，之后改名为特朗普国际酒店及赌场
- 特朗普29，位于加州科切拉的赌场，2009年更名为Spotlight 29 Casino
- 特朗普赌场，位于印第安纳州加里，现为Majestic Star II
- 特朗普世界博览会，位于新泽西大西洋城。该虽然是特朗普广场的一部分，但又有自己的营业牌照。该物业于1999年关闭，2000年拆除。
- 特朗普城堡，位于新泽西州大西洋城，于2011年出售给兰德里公司
- 钢铁码头，2011年出售

### 其他建筑

#### 使用中
- 特朗普海湾街，位于新泽西州泽西市
- 特朗普世界大廈，位于纽约市
- 川普大樓，位于纽约市
- 特朗普 SoHo，纽约的一家酒店式公寓

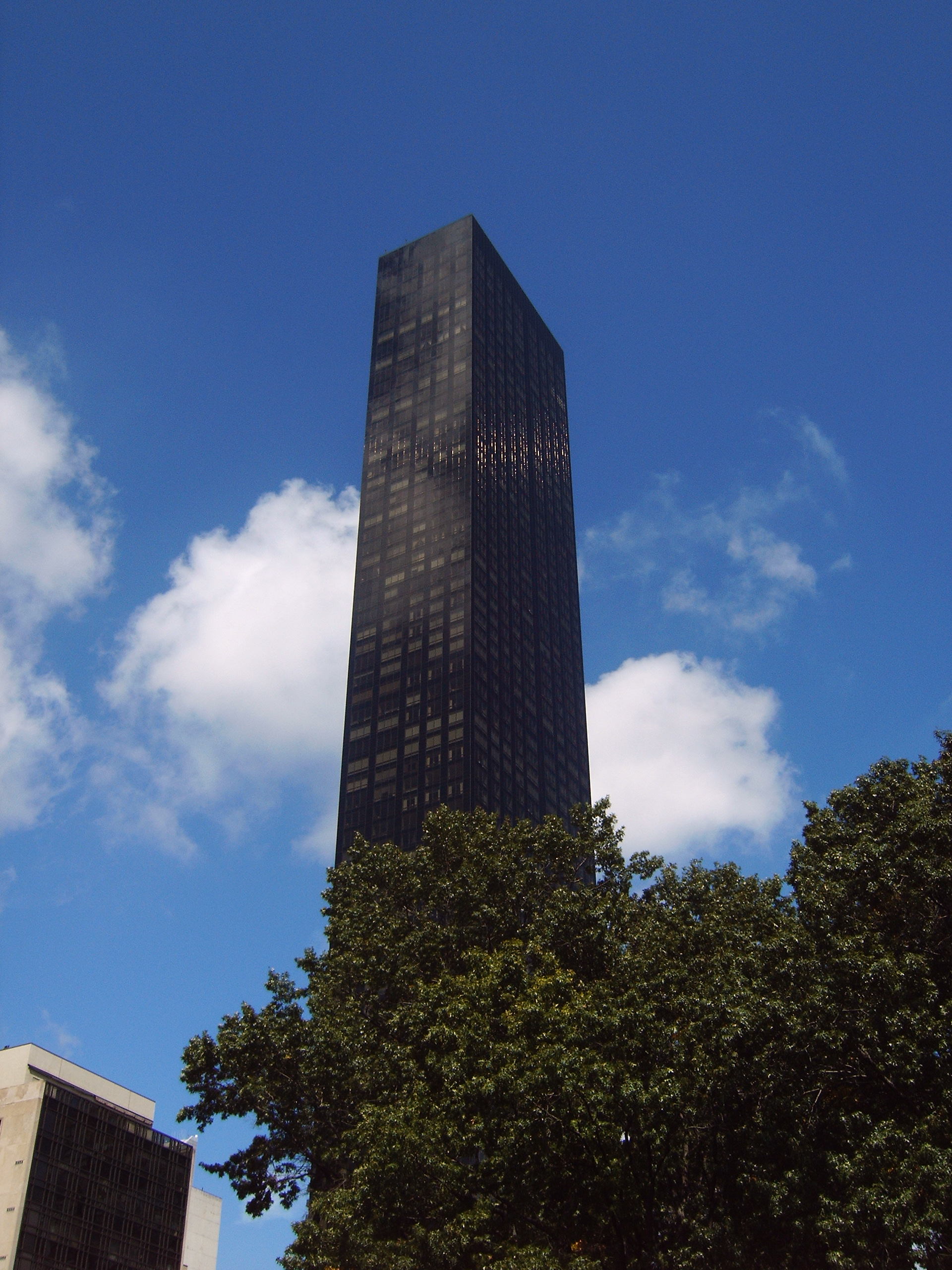
特朗普世界大廈

- Trump Parc和Trump Parc East，曼哈顿
- Trump Parc Stamford，斯坦福 (康涅狄格州)
- Trump Park Avenue，曼哈顿
- Trump Park Residences，纽约约克镇[3][4]
- 大宇特朗普世界，韩国的一个公寓品牌[5]

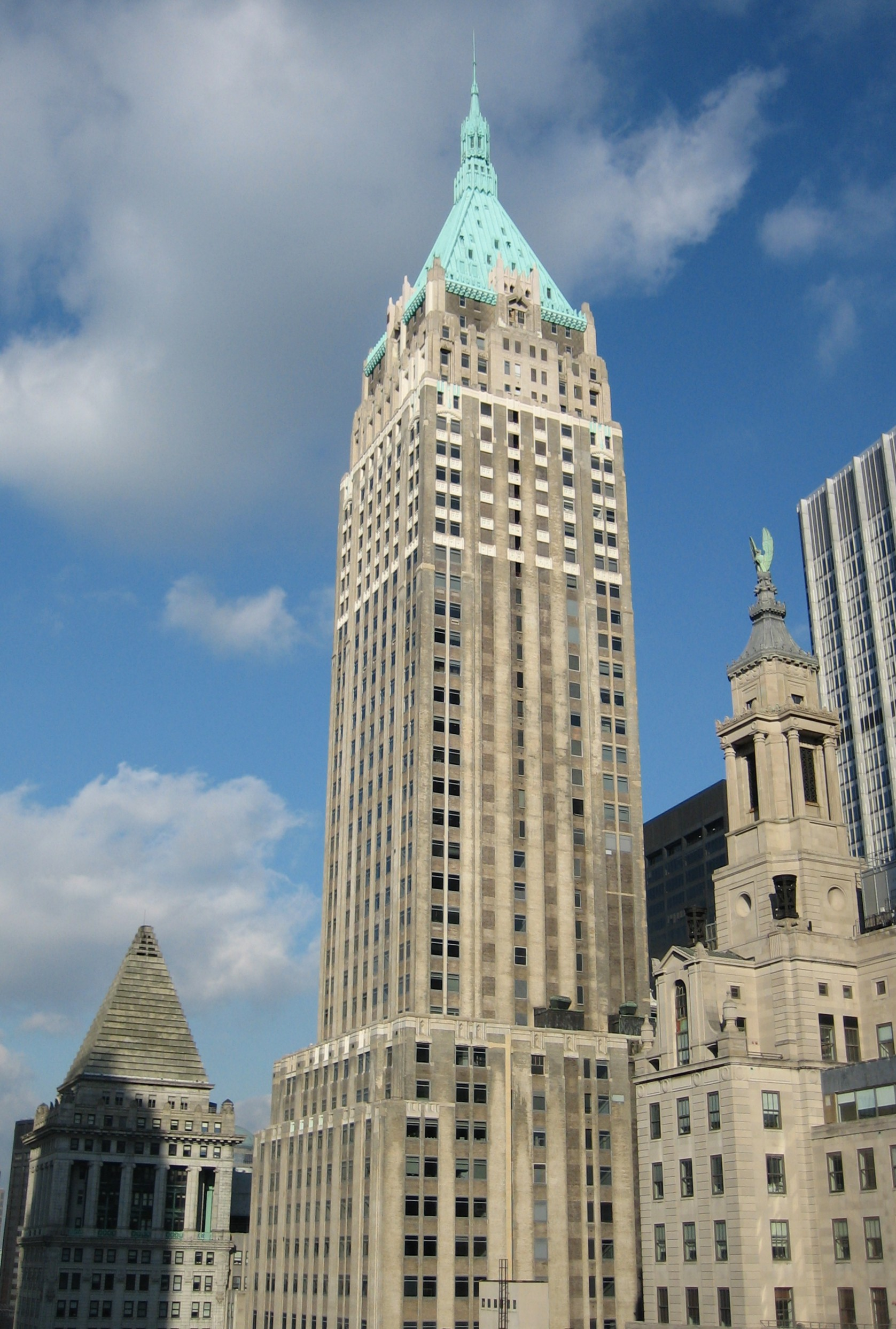
川普大樓
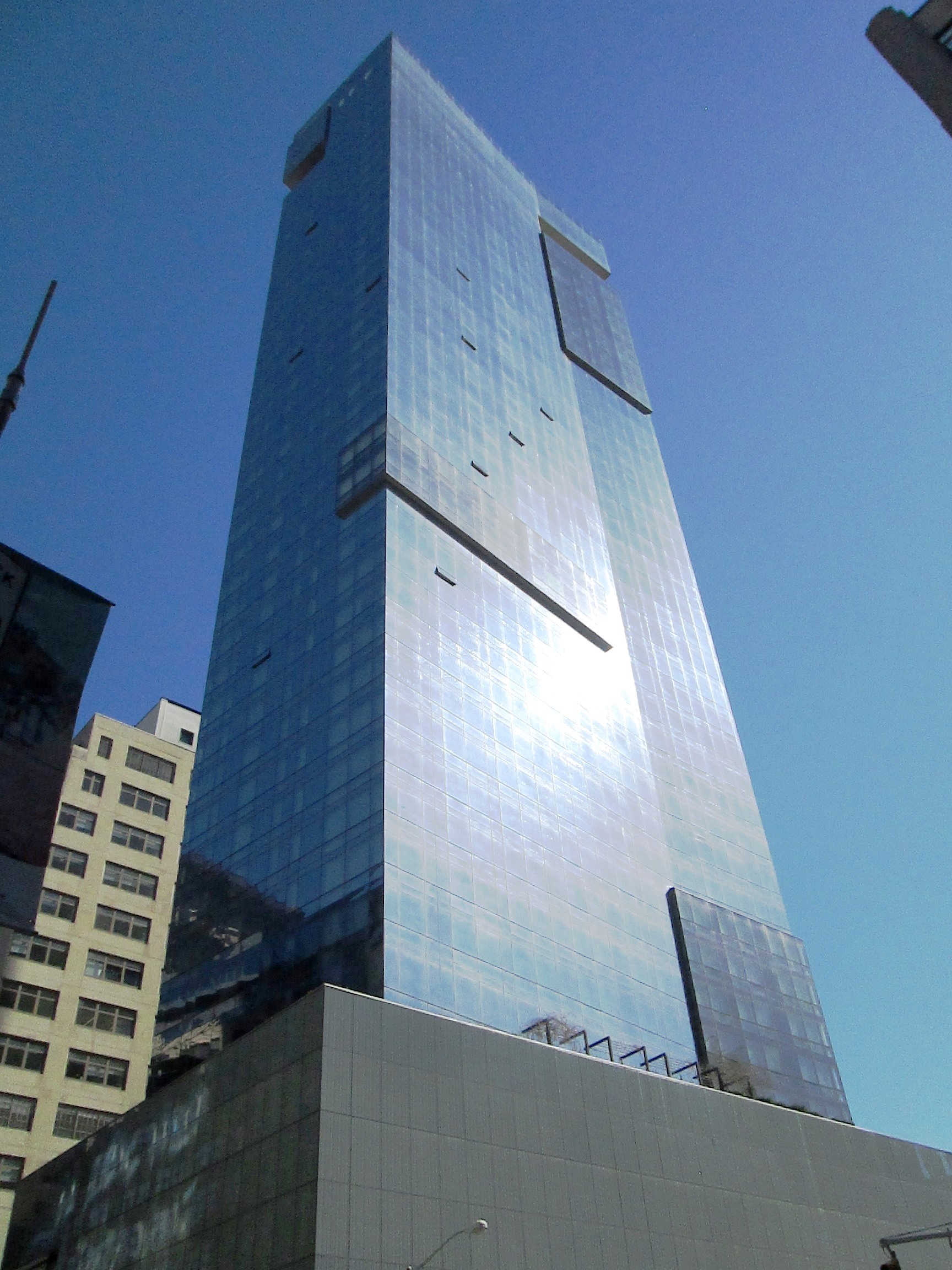
特朗普 SoHo
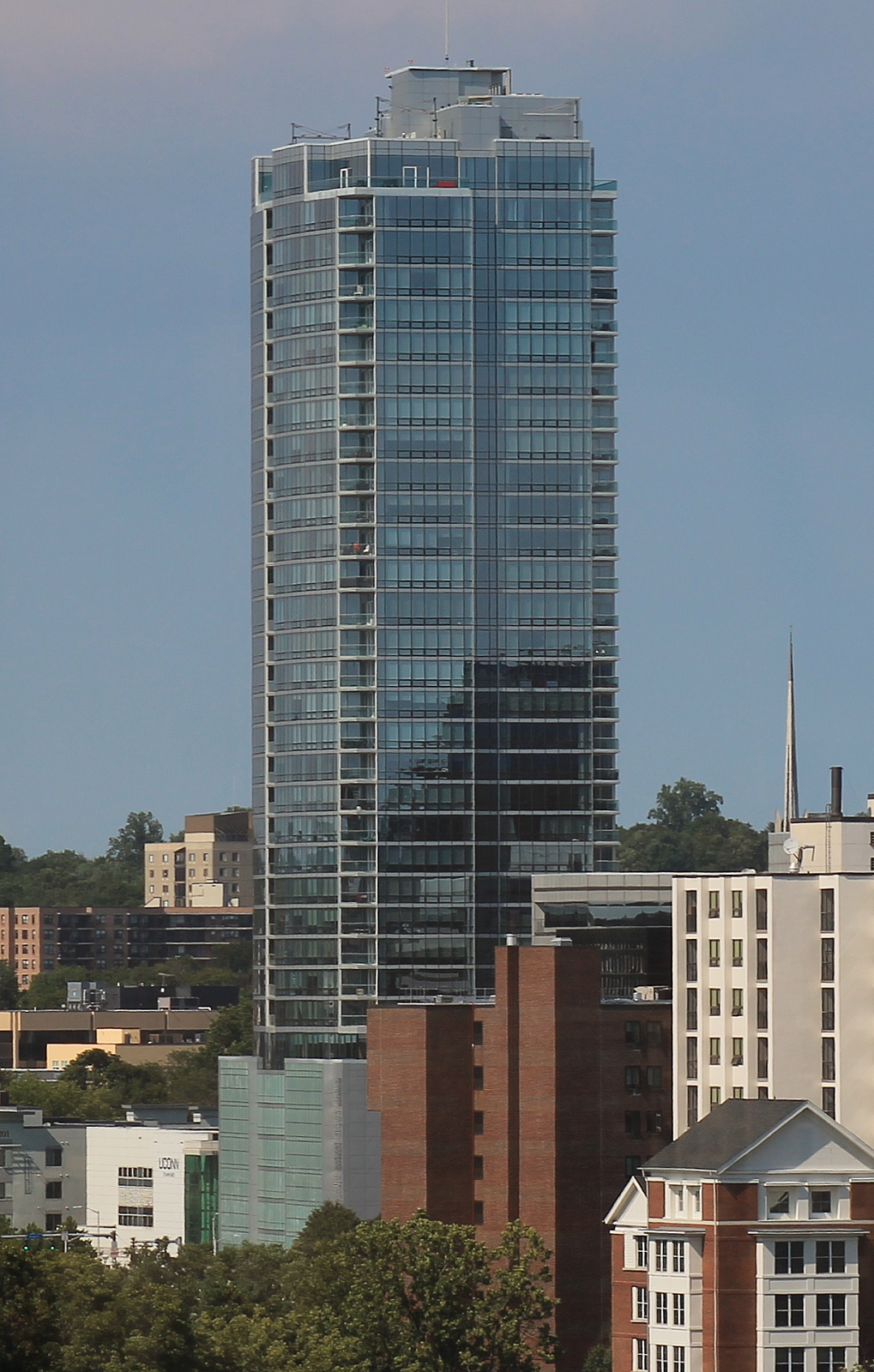
Trump Parc Stamford

#### 取消
- 精英塔, formerly known as Trump Plaza Tower, and Trump Elite Tower, Ramat Gan, Tel Aviv, Israel
- Trump Hotel Rio de Janeiro
- 下加州特朗普海洋度假村，墨西哥
- 欧洲特朗普大厦，德国斯图加特

## 高球场

### 美国
- 特朗普国际高尔夫俱乐部 (西棕榈滩)
- 特朗普多拉高尔夫度假村 (迈阿密)

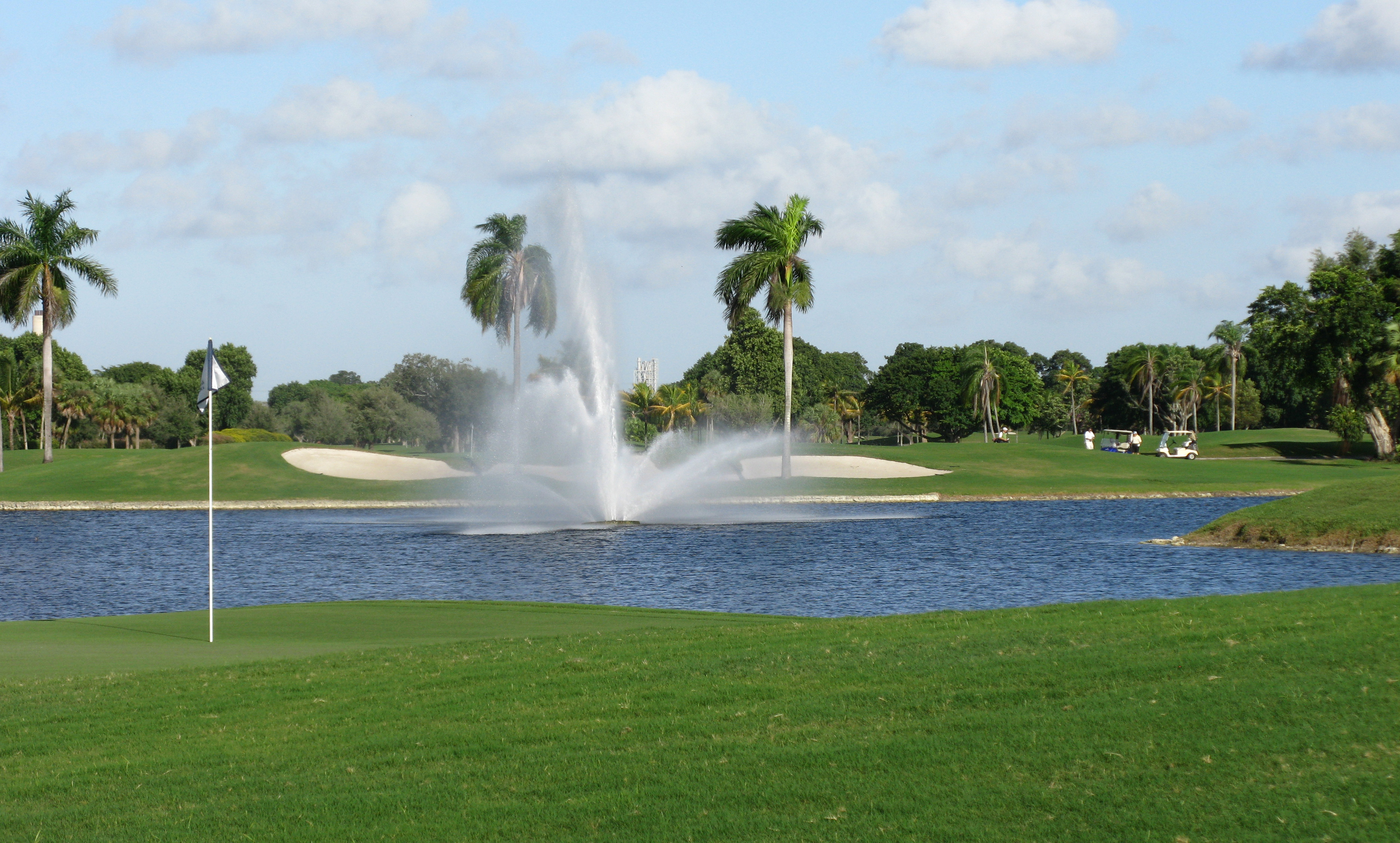
特朗普多拉高尔夫度假村的第十八个洞

- 特朗普国家高尔夫球场 (新泽西贝德敏斯特)
- 特朗普国家高尔夫球场 (新泽西科尔茨内克)
- 特朗普国家高尔夫球场 (佛罗里达朱庇特)
- 特朗普国家高尔夫球场 (洛杉矶)
- 特朗普国家高尔夫球场 (费城)
- 特朗普国家高尔夫球场 (华盛顿特区)
- 特朗普国家高尔夫球场 (威斯彻斯特)
- 特朗普国家高尔夫球场 (哈德逊河谷)
- 特朗普国家高尔夫球场 (夏洛特)
- 特朗普国家高尔夫球场 (Ferry Point, New York)[6]

### 美国海外
- 特朗普国际高尔夫俱乐部 (迪拜)
- 特朗普世界高尔夫俱乐部 (迪拜)
- 苏格兰特朗普国际高尔夫球场酒店
- 爱尔兰特朗普国际高尔夫球场酒店
- 特朗普坦伯利 (苏格兰)

### 已易手
- 波多黎各特朗普世界高尔夫俱乐部[7]

## 食品
- 特朗普酒厂
- 特朗普天然山泉，于特朗普集团的物业内提供

### 原先
- Trump Footlong
- 特朗普黄金麦酒[8]，现为5 Rabbit Cervecería[9]
- 川普牛排
- 川普伏特加

## 艺术及传媒
- 唐纳德的一天，小说
- "唐纳德·特朗普"，Mac Miller2011年歌曲
- 唐纳德·特朗普 (Last Week Tonight) by John Oliver
- "唐纳德·特朗普的头发", a 2009 song by Kacey Jones[10]
- 唐纳德·特朗普的地产大亨，游戏
- The Making of Donald Trump, a 2016 biography by David Cay Johnston
- Michael Moore in TrumpLand, a 2016 film by Michael Moore
- /r/The Donald, a subreddit dedicated to Trump with over 450,000 subscribers.
- Trumped!, a talk radio program in the first decade of the 21st century hosted by Trump
- Trumped! The Inside Story of the Real Donald Trump – His Cunning Rise and Spectacular Fall, a 1991 biography by John O'Donnell
- Trumped: Inside the Greatest Political Upset of All Time, a 2017 documentary film
- Trump: The Game, a board game initially launched in 1989, with a 2004 re-release
- Trump Magazine, published from 2006 to 2009
- TrumpNation: The Art of Being the Donald, a 2005 biographical book by Timothy L. O'Brien
- Trump Style, free magazine offered at Trump hotel-casinos from 1997 to 2002
- Trump Unauthorized - a 2005 television film
- Trump World Magazine, published from 2002 to 2006
- You've Been Trumped, a 2011 documentary film
- 《粵劇特朗普》，粵劇
- 特朗普鸡
- 唐納德·特朗普寶寶氣球
- 西天懂佛（英语：Trump Buddha）

## 道路
- 特朗普大道 – 渥太华中央公园（英语：Central Park, Ottawa）[11]
- Trump Drive – 蒙大拿州卡利斯佩尔[12]
- 唐纳德·特朗普大道 – 阿尔巴尼亚卡姆扎[13]

## 物种
- 特朗普蛾（Neopalpa donaldtrumpi）[14]
- 特朗普海胆（Tetragramma donaldtrumpi）[15]

## 其它
- 特朗普基金会，基于纽约，成立于1988年

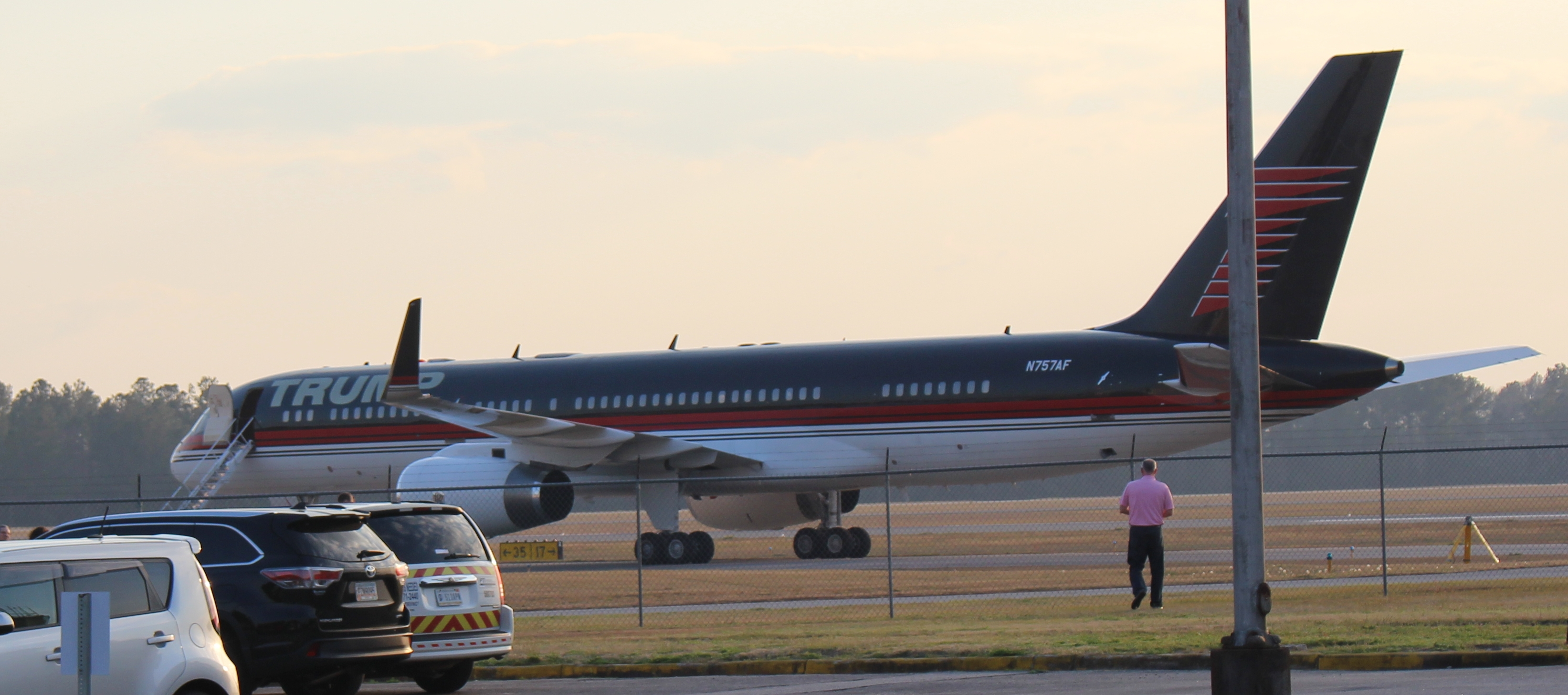
“特朗普空军一号”

- Donald J. Trump State Park, in New York, located on land donated by Trump to the state in 2006
- 特朗普空军一号：特朗普的波音757-200ER专机[16][17]，注册号N757AF。2016年12月，这架飞机得到了新的呼叫Tyson 1。[18]
- 特朗普家居
- 特朗普学院[19]
- 特朗普办公室：2007年推出的一系列办公椅[20][21][22]
- 特朗普制片
- 特朗普高地，以色列於戈蘭高地建立的定居点

## 人物

### 家庭
- 小唐纳德·特朗普，他的大儿子
- 唐納·川普三世(Donald Trump III)，2009年出生，小唐纳德·特朗普的兒子，唐納川普的长孙。[23]

### 其它
- 特朗普·賈米勒·哈桑，出生於伊拉克庫德斯坦。[24]

## 原持有
- Donald J. Trump Signature Collection：梅西百货的男装系列（合作伙伴于2015年结束）[25]
- GoTrump.com
- 特朗普自行车赛：1989和1990举办的自行车比赛[26]
- Riverside South, Manhattan (Trump Place)[27]
- TD Trump Deutschland
- Trump's Castle/Trump Marina
- Trump fragrances
- Trump Model Management
- Trump Mortgage
- Trump Network，一家出售维生素产品的多层次营销公司
- 特朗普航空
- 特朗普大学